# 木多康昭
木多康昭（日语：／ Kita Yasuaki，1969年6月19日—），日本漫画家，出生于日本千叶县。

## 经历
1996年2月，在《周刊少年Jump》上开始连载漫画《幕張》。后在《幕张》的单行本第9卷中指出，由于身体原因，故停止连载。
约两年后，转移到讲谈社。1999年7月在讲谈社旗下的《周刊少年Magazine》上连载《捉狂野球队》。
2002年在同一个杂志上连载漫画《平成義民伝説 代表人》。
2005年6月开始，转向讲谈社旗下的《周刊Young Magazine》，连载《鬥陣小子》和其續作。

## 漫画作品
- 《幕張》 - 连载于《周刊少年Jump》，全9巻。（東立出版社代理）
- 《捉狂野球队》 - 原名《泣くようぐいす（日语：泣くようぐいす）》，连载于《周刊少年Magazine》，全7巻。（東立出版社代理）
- 《平成義民伝説 代表人》 - 连载于《周刊少年Magazine》，上、下两巻。
- 《鬥陣小子（日语：喧嘩商売）》 - 连载于《周刊Young Magazine》，全24卷。（台灣東販代理）
-  - 鬥陣小子的續集，连载于《周刊Young Magazine》，已出13卷。